# Municipio de Madison (condado de Lackawanna)
El municipio de Madison (en inglés: Madison Township) es un municipio ubicado en el condado de Lackawanna en el estado estadounidense de Pensilvania. En el año 2000 tenía una población de 2.542 habitantes y una densidad poblacional de 57.8 personas por km².

## Geografía
El municipio de Madison se encuentra ubicado en las coordenadas 41°20′00″N 75°28′59″O / 41.33333, -75.48306.

## Demografía
Según la Oficina del Censo en 2000 los ingresos medios por hogar en la localidad eran de $43,250 y los ingresos medios por familia eran de $46,467. Los hombres tenían unos ingresos medios de $33,576 frente a los $25,357 para las mujeres. La renta per cápita de la localidad era de $16,864. Alrededor del 6,1% de la población estaba por debajo del umbral de pobreza.